# Дружба (Киевская область)
Дружба (укр. Дружба) — село, входит в Володарский район Киевской области Украины.
Население по переписи 2001 года составляло 36 человек. Почтовый индекс — 09300. Телефонный код — 4569. Занимает площадь 0,15 км². Код КОАТУУ — 3221682003.

## Местный совет
09350, Київська обл., Володарський р-н, с.Завадівка, вул.Піонерська,30